# 小澤康喬
小澤 康喬（おざわ やすたか、1980年3月10日 - ）は、NHKの元アナウンサー。

## 人物
神奈川県南足柄市出身。神奈川県立小田原高等学校、早稲田大学商学部卒業後、2003年4月NHK入局。

## 嗜好・挿話
- 2020年7月3日、午後2時台の定時ニュース終了時に、次番組「列島ニュース」の音声は切り替わっていたが、視聴者への映像は、ニュースセットからの映像のまま切り替わっておらず、ジャケットのボタンをはずし、ニュース担当時に装着するアナウンスマイクを外しながら、スタッフと安堵の笑みを浮かべた様子が映ってしまうという放送事故が発生したと、YouTubeやSNS等に相次いで公開された[3][注釈 1]。
- 高校時代は駅伝部および陸上部で所属していた[1]。
- 卒論のテーマは年金だった。

## 過去の担当番組
名古屋放送局時代（2003年度 - 2004年度）
- 愛・地球博開幕1か月前特番（マンモス館から中継）
- ニュース845
- 東海3県・東海北陸のニュース・中継・リポート

福井放送局時代（2005年度 - 2009年度）
- LIVE610（キャスター　2008年3月31日 - 2009年3月27日）
- ニュースザウルスふくい（キャスター　2009年3月30日 - 2010年3月26日）
- 福井ニュース845
- 福井のニュース・中継・リポート

東京アナウンス室時代（1度目）（2010年度 - 2014年度）
- ニュースウオッチ9（リポーター：2010年4月 - 2013年3月）
- 情報まるごと（2013年4月 - 2015年3月19日）

松山放送局時代（2015年度 - 2018年度）
- 四国羅針盤 キャスター（四国地方ローカル）（2015年4月 - 2016年3月）
- ひめポン!（キャスター：2016年4月4日 - 2019年3月29日）
- えひめ845
- ニュースチェック11 ニュースリーダー（2018年8月27日 - 31日・永井克典の代行）
- ニュースウオッチ9 ニュースリーダー（2018年8月27日 - 31日・永井克典の代行）
- 首都圏ニュース845 キャスター（2018年8月27日・永井克典の代行）

東京アナウンス室時代（2度目）（2019年度 - 2024年7月）　
- マイあさ! キャスター（土曜・日曜）（ラジオ第1・2019年4月6日 - 2020年3月29日）
- ニュース・気象情報（不定期：主に水曜日、午後3時、午後4時）
- ニュースきょう一日（ニュースリーダー：2020年3月30日 - 2021年3月26日）
- ニュース シブ5時（三條雅幸の代理キャスター：2022年3月7日）
- コズミックフロント（ナレーション、2022年4月 - 2023年11月）
- あしたも晴れ!人生レシピ - 司会（2019年4月 - 2024年3月）
- ニュースウオッチ9 （ナレーション、ニュースリーダー：2020年3月30日 - 2024年3月28日）[4]
- サタデーウオッチ9 （ナレーション、ニュースリーダー：2023年4月8日 - 2024年3月9日）